# Johann Noah von Bemmel
Pour les articles homonymes, voir von Bemmel.
Johann Noah von Bemmel (Nuremberg, 1716 — Nuremberg, 1758) est un peintre allemand.

## Biographie
Johann Noah von Bemmel naît à Nuremberg le 3 janvier 1716,,. Il est le fils de Johann Georg von Bemmel (1669-1723) et le petit-fils de Willem van Bemmel (1630-1708), peintre et graveur néerlandais important ayant terminé sa vie à Nuremberg et initié une « dynastie de peintres bavarois »,,.
D'abord formé par son père, il étudie ensuite à l'Académie des beaux-arts de Nuremberg auprès de Johann Daniel Preissler et Johann Martin Schuster (d). Il suit ensuite une formation continue comme portraitiste auprès du peintre tchèque Jan Kupecký, dont il adopte le style,,.
Johann Noah von Bemmel se marie le 27 mai 1737 avec Maria Magdalena Kurzmantel (1710-1788), avec qui il a quatre enfants, dont deux fils Georg Christoph Gottlieb (1738-1794) et Burkhard Albrecht (1743-1755) ont survécu et sont devenus artistes.
Johann Noah von Bemmel meurt « inopidément » à Nuremberg le 15 février 1758 d'un accident vasculaire cérébral.

## Œuvre

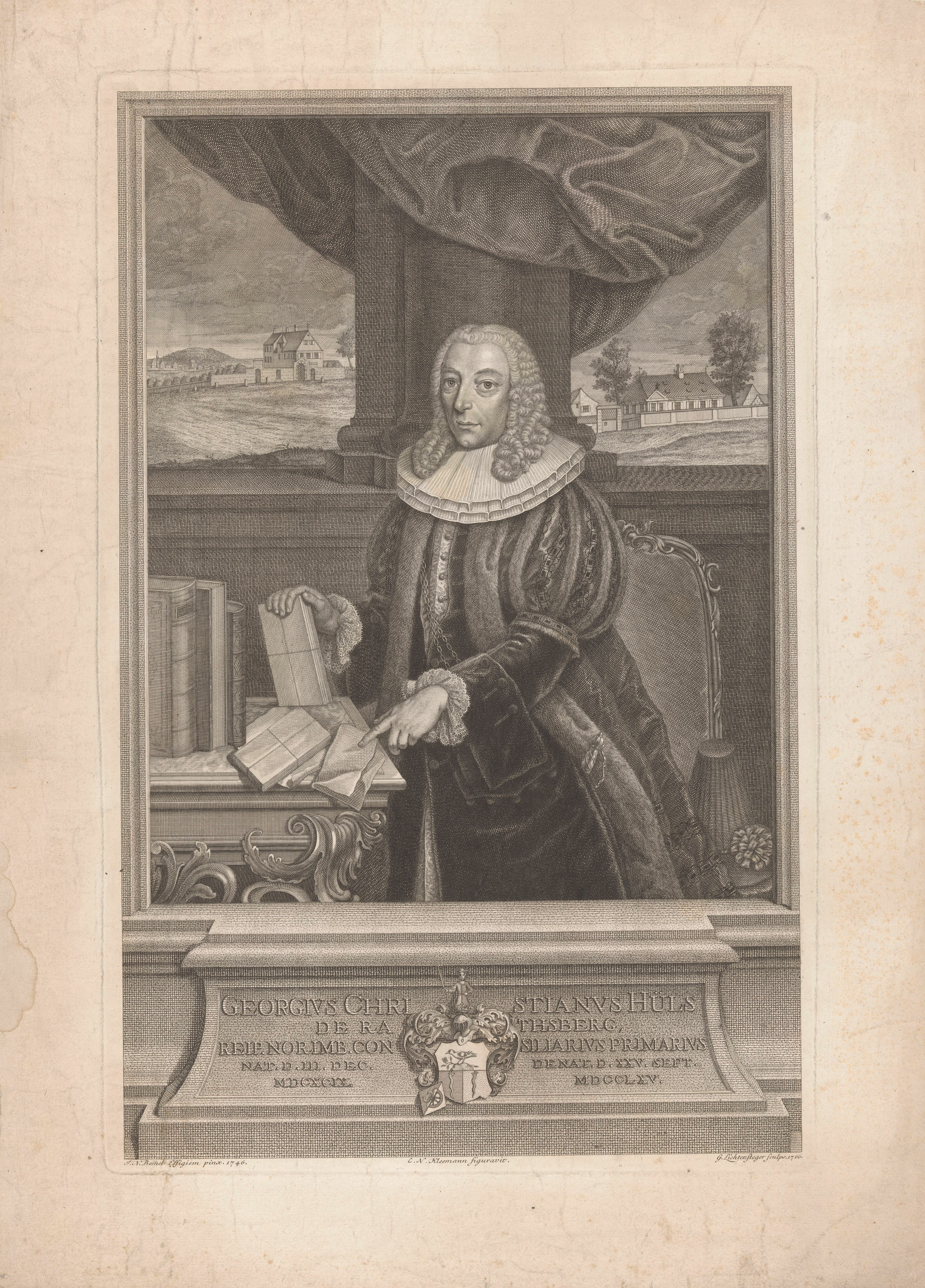
Portrait de Georg Christian Hüls (von Rathsberg), gravure de Georg Lichtensteger d'après Bemmel (1766, Rijksmuseum Amsterdam).

Selon le Bénézit, on connaît surtout de lui des tableaux qui sont des copies d'œuvres de ses ancêtres, mais a davantage diversifié le genre de ses compositions qu'eux.
Selon le Nürnberger Künstlerlexikon et le Thieme-Becker, il s'inscrit dans la lignée de son père en peignant des scènes de bataille et de chasse, des scènes de genre de sujets paysans, galants ou des pièces animalières au style néerlandais,.
Plusieurs de ses portraits ont été gravés, notamment par Georg Lichtensteger,.